# Ензо Аморе
Ерик Арндт (роден на 8 декември 1986) е американски професионален кечист.
Познат от WWE, където участва с името Ензо Аморе.

## Ранни години
Арндт е роден в Хакенсак, Ню Джърси, но е израснал в Уолдуик, Ню Джърси. Там той учи в Начално училище „Мемориъл“ и Гимназия „Уолдуик“, където играе футбол. Получава степен по журналистика.

## В кеча
- Финални ходове
  - Air Enzo (Diving splash)
- Ключови ходове
  - G-DDT (Diving DDT)
  - Dropkick
  - Hurricanrana
  - Running crossbody
  - Suicide dive
- С Колин Касиди
  - Отборни финални ходове
    - Rocket Launcher[4][5]

### Титли и постижения
- WWE
  - Шампион в полутежка категория на WWE (2 пъти)